# Darko Gojčič
Darko Gojčič je rojen 01.02.1960 v Mariboru očetu Jožetu Gojčič in materi Veroniki Gojčič. Ima sestro Nevenko. Osnovno šolo je obiskoval v Mariboru, osnovno šolo Martina Konšaka. Bil je vesten in odličen učenec. V tem času je treniral judo v okviru Judo kluba Branik.  bil je perspektivni član, vendar si je v finalu tekmovanja Nagaoka zlomil ključnico in končal s treningi. Srednjo šolo je vpisal na Drugi gimnaziji oz. takrat Gimnazija Miloša Zidanška v Mariboru. V tem času je bil član Atletskega kluba Železničar Maribor. Leta 1975 je s preskočeno višini 178 cm in postal mladinski prvak v Mariboru. Nato je treniral skok s palico, skok v daljino in končal v deseteroboju in se ob vstopu v državno reprezentanco Jugoslavije poškodoval (1980) in končal atletsko kariero. Študij je nadaljeval na Visoki ekonomsko komercialni šoli v Mariboru, smer bančništvo, kjer je zagovarjal prvostopenjsko in drugostopenjsko diplomo na smeri bančništvo iz poslovanja z občani v okviru Kreditne banke Maribor. Že v četrtem letniku fakultete se je zaposlil kot pripravnik v STTC in po enem letu nadaljeval v avtoprevozniškem podjetju Špedtrans kot analitik in kot vodja financ. Po dveh letih službovanja in po končanju služenja obveznega vojaškega roka v Varaždinu je 2.11.1986 pričel z zasebnim delom kot prvi uradno registrirani finančni posrednik v Jugoslaviji. Leta 1989 sta z Šime Ivanjkom ustanovila družbo Veritas, kot eno prvih zasebnih družb z omejeno odgovornostjo in pričela s sanacijo podjetij, ki so ostala brez tržišča v procesu osamosvajanja Republike Slovenije. Oblikovala sta model sanacije propadlih podjetij, ki ga je t.i. Koržetov sklad povzel in ga spremenil v Zakon o stečaju, likvidaciji in prisilni poravnavi. Vodila sta pomoč pri prenovi podjetij, ki so propadla ob vstopu v shemo Koržetovega sklada. Po štirih letih skupnega dela sta se z Šimetom Ivanjkom razšla, Darko Gojčič je vstopil na Ljubljansko borzo vrednostnih papirjev kot borzni posrednik, ustanovil je borzno posredniško hišo Veritas. Zraven Ljubljanske borze, kjer je 4 leta deloval tudi kot član nadzornega sveta borze, je deloval še na Blagovni borzi Ljubljana in soustanovil prvo elektronsko terminsko borzo na svetu, ki je v celoti delovala na internetu.  Tekom naslednjih let je v okviru družbe Veritas oblikoval finančni holding v skupini do 17 podjetij s skupnim številom okoli 1500 zaposlenih in glavno pisarno s 23 zaposlenimi. Holding je bil solastnik družbe Vesna, tovarna akumulatorjev, Terme Maribor, Certus Maribor, Mariborska tržnica, Pogrebno podjetje Maribor, Slavnik Koper, Tekstilna tovarna Zvezda Kranj, Nigrad Maribor in številnih manjših podjetij v Sloveniji in v tujini. Leta 2006 je družbo zapustil in se posvetil pomoči pri zdravljenju sina. Že leta 2000 je družina kupila prvo zasebno hiperbarično komoro v Republiki Sloveniji, ustanovil društvo za pomoč bolnikom, ter leta 2019 pričel s proučevanjem in raziskovanjem novega področja, kvantnih  pristopov pri ugotavljanja nepravilnosti v delovanju telesa ljudi in živali in postal tudi na tem področju eden prvih terapevtov. Skupaj z ženo Lidijo Gojčič imata hči Deo in sina Domna. Od leta 1994 do 31.12.2019 je bil član Rotary kluba Maribor in Rotary kluba Lent. je aktivni član Evropskega viteškega reda družine Habsburg-Lottringen, s sedežem na Dunaju.  V svojem življenju je bil tudi aktivni član Radio kluba Maribor in športni pilot.